# 1448 Lindbladia
1448 Lindbladia је астероид главног астероидног појаса са пречником од приближно 20,65 .
Афел астероида је на удаљености од 2,810 астрономских јединица (АЈ) од Сунца, а перихел на 1,938 АЈ.
Ексцентрицитет орбите износи 0,183, инклинација (нагиб) орбите у односу на раван еклиптике 5,818 степени, а орбитални период износи 1336,399 дана (3,658 године).
Апсолутна магнитуда астероида је 12,60 а геометријски албедо 0,037.
Астероид је откривен 16. фебруара 1938. године.